# 楽音寺
楽音寺（がくおんじ）は、大阪府八尾市の地名。現行行政地名は楽音寺一丁目から楽音寺七丁目と大字楽音寺。住居表示は未実施。
現住所表記に変更される前は全域が大字楽音寺だった地域で、現在の西高安町4,5丁目のほぼ全域も含まれていた。八尾市のいちばん北東端に位置する。

## 歴史
令制国一覧 > 畿内 > 河内国 > 高安郡 > 楽音寺村
町名の由来はかつて存在した楽音寺に由来し、江戸時代まではあったがすでに廃寺となっている。かつて奈良時代の頃までは集落は西の山（西の山古墳）より東の山麓にあったが、天然痘が流行して死人がでたため祈祷師に見てもらった結果、西の山の祟りだということで集落を西の山より西へ移したと伝えられている。元文2年の河内国高帳によると石高は409石余。江戸時代以降、幾度か支配者が変わり、寛文9年に淀藩領となり幕末に至っている。明治以降の市町村制施行で北高安村の大字となり、現住所表記施行時に西側の一部が西高安町となる。

## 地理
八尾市のいちばん北東端に位置し、東西に細長い。町内のいちばん西を大阪外環状線が通り、その東を東高野街道が通る。

## 世帯数と人口
2020年（令和2年）3月31日現在（八尾市発表）の世帯数と人口は以下の通りである。
| 大字・丁目   | 世帯数  | 人口  |
| ------------ | ------- | ----- |
| 楽音寺       | 30世帯  | 30人  |
| 楽音寺一丁目 | 83世帯  | 163人 |
| 楽音寺二丁目 | 125世帯 | 201人 |
| 楽音寺三丁目 | 75世帯  | 137人 |
| 楽音寺四丁目 | 37世帯  | 72人  |
| 楽音寺五丁目 | 49世帯  | 113人 |
| 楽音寺六丁目 | 55世帯  | 82人  |
| 楽音寺七丁目 | 16世帯  | 34人  |
| 計           | 470世帯 | 832人 |

### 人口の変遷
国勢調査による人口の推移。
| 1995年（平成7年）  | 1,552人 | [ 5 ] |  |
| 2000年（平成12年） | 1,312人 | [ 6 ] |  |
| 2005年（平成17年） | 1,283人 | [ 7 ] |  |
| 2010年（平成22年） | 1,137人 | [ 8 ] |  |
| 2015年（平成27年） | 1,041人 | [ 9 ] |  |

### 世帯数の変遷
国勢調査による世帯数の推移。
| 1995年（平成7年）  | 736世帯 | [ 5 ] |  |
| 2000年（平成12年） | 517世帯 | [ 6 ] |  |
| 2005年（平成17年） | 417世帯 | [ 7 ] |  |
| 2010年（平成22年） | 431世帯 | [ 8 ] |  |
| 2015年（平成27年） | 336世帯 | [ 9 ] |  |

## 学区
市立小・中学校に通う場合、学区は以下の通りとなる（2020年5月時点）。
| 大字・丁目   | 番   | 小学校             | 中学校             |
| ------------ | ---- | ------------------ | ------------------ |
| 楽音寺       | 全域 | 八尾市立高安小学校 | 八尾市立高安中学校 |
| 楽音寺一丁目 | 全域 | 八尾市立高安小学校 | 八尾市立高安中学校 |
| 楽音寺二丁目 | 全域 | 八尾市立高安小学校 | 八尾市立高安中学校 |
| 楽音寺三丁目 | 全域 | 八尾市立高安小学校 | 八尾市立高安中学校 |
| 楽音寺四丁目 | 全域 | 八尾市立高安小学校 | 八尾市立高安中学校 |
| 楽音寺五丁目 | 全域 | 八尾市立高安小学校 | 八尾市立高安中学校 |
| 楽音寺六丁目 | 全域 | 八尾市立高安小学校 | 八尾市立高安中学校 |
| 楽音寺七丁目 | 全域 | 八尾市立高安小学校 | 八尾市立高安中学校 |

## 事業所
2016年（平成28年）現在の経済センサス調査による事業所数と従業員数は以下の通りである。
| 大字・丁目           | 事業所数  | 従業員数 |
| -------------------- | --------- | -------- |
| 楽音寺               | 3事業所   | 56人     |
| 楽音寺一丁目         | 24事業所  | 373人    |
| 楽音寺二丁目         | 27事業所  | 309人    |
| 楽音寺三丁目         | 16事業所  | 348人    |
| 楽音寺四丁目         | 8事業所   | 67人     |
| 楽音寺五丁目         | 8事業所   | 38人     |
| 楽音寺六丁目・七丁目 | 15事業所  | 240人    |
| 計                   | 101事業所 | 1,431人  |

## 施設
- 貴島病院本院（3丁目）
- 大阪経済法科大学（6丁目）
- 熊野神社（7丁目）

## 交通
鉄道は域内を通っていない。直線距離での最寄りは近鉄信貴線の服部川駅または近鉄奈良線の瓢簞山駅である。
路線バスは東高野街道を走る近鉄バス東花園線が近鉄大阪線の河内山本駅と近鉄奈良線の東花園駅を結んでおり、日中は概ね20分毎で運行。鉄道へ乗り継ぐ場合には上記2駅よりもバスで河内山本駅・東花園駅へ向かう方が利便性は高い。その他、大阪経済法科大学花岡キャンパスと東花園駅を結ぶバス（経法大線、実質的にはスクールバスだが隣接する大竹地区に途中停留所あり）が運行されている。
道路は上記の通り国道170号の大阪外環状線と旧道（東高野街道）が通る。

## その他

### 日本郵便
- 郵便番号 : 581-0853[2]（集配局：八尾郵便局[12]）。